# Dennis Oliech
Dennis Oliech, né le 2 février 1985 à Nairobi (Kenya), est un footballeur international kényan qui évolue au poste d'attaquant.

## Biographie

### Club
Dennis Oliech commence à jouer au football au Dagoretti Santos dans ses premières années, puis à Mathare United FC. Puis durant sa formation, il est supervisé par un club de Ligue 1 : l'Olympique de Marseille, mais le président du club de Mathare United bloque son départ.

#### Al Arabi
Il commence sa carrière professionnelle au Qatar à Al-Arabi (sous le nom de Masa’d Farhan del Youssouf) en 2003. À la suite de ses belles performances (21 buts notamment lors de la saison 2004-2005), son club et les autorités qataris lui proposent de changer sa nationalité pour jouer avec l'équipe du Qatar, chose qu'il refuse sous l'influence de plusieurs membres de sa famille. À dix-neuf ans, il est alors élu parmi les dix plus grands espoirs du football mondial par le journal britannique The Guardian (classement dans lequel sont cités Cristiano Ronaldo, Zlatan Ibrahimović ou Wayne Rooney).
Au Qatar, Dennis Oliech joue aux côtés de Stefan Effenberg et de Gabriel Batistuta. En 2005, Al-Arabi refuse une offre de l'AS Monaco de 100 000 shilling pour faire signer Oliech. Au cours de la même année, Al-Arabi doit payer 15 000 dollars d'indemnité au club de jeunes où Oliech a évolué à la suite d'une décision de la Fifa's Dispute Resolution Chamber concernant son transfert. Dans le même temps, Dennis Oliech est contacté par un club européen : le FC Nantes.

#### FC Nantes
Souhaitant tenter l'expérience européenne, il signe au FC Nantes pour 2,7 millions d'euros lors du mercato d'hiver de la saison 2005-2006. Après son arrivée au club en janvier, Oliech reçoit le numéro neuf. Peu de temps après, son ancien club en jeune, Mathare United prétend que le FC Nantes lui doit 14 000 shilling, mais la demande est rejetée par le FC Nantes.
Peu de temps après son arrivée en France, il doit subir une opération chirurgicale au genou. Puis, trente jours plus tard, l'équipe médicale du FC Nantes l'autorise à reprendre le chemin des terrains. Il a fait ses débuts contre le Lille OSC, le 11 mars 2006, quand il remplace Julio Hernán Rossi, à la 66e minute, Nantes fait match nul 1 à 1. Trois semaines plus tard, le 1er avril 2006, il marque son premier but avec le FC Nantes contre le Dijon FCO en huitième de finales de la coupe de France lors de l'édition 2005-2006 et son club l'emporte 1 à 0 ; puis son deuxième but lors du match suivant en championnat contre l'Olympique de Marseille, même si son club perd le match 3 buts à 1. Puis jusqu'à la fin de la saison 2005-2006, Dennis Oliech fait neuf apparitions et marque deux fois.
Au cours de la saison 2006-2007, Dennis Oliech marque quatre fois en trente-deux apparitions. Cette saison s'avère difficile pour lui, car il perd rapidement sa place en équipe première. Malgré son faible temps de jeu en équipe première et l'intérêt d'un club de Premier League, Oliech mentionne qu'il est heureux dans son club. Cependant, le FC Nantes est relégué en 2007 en Ligue 2 après avoir terminé lanterne rouge de Ligue 1.

#### AJ Auxerre
Le 30 août 2007, Dennis Oliech arrive à Auxerre dans le cadre d'un prêt où sa nouvelle équipe est en manque d'efficacité offensive. Toutefois, il ne parvient pas à s'y imposer durant les premiers mois, victime de la concurrence, notamment d'Ireneusz Jeleń qui est alors solidement implanté en pointe de l'attaque bourguignonne. Oliech fait finalement ses débuts avec son nouveau club lors d'une victoire 5 buts à 3 sur le FC Lorient. Il apparaît dix fois en championnat lors de la saison 2007-2008, l'AJ Auxerre décide d'alors de lever l'option d'achat d'un million d'euros prévu par le FC Nantes en janvier 2008. Dans la deuxième partie de saison, Dennis Oliech marque trois buts en quatorze apparitions, dont notamment un doublé contre le Stade rennais.
Durant les trois saisons suivantes, il  marque seulement neuf buts en championnat entre 2007 à 2010 pour trente-trois titularisations en 2008-2009 et trente-sept titularisations en 2009-2010 sous le maillot de l'AJA. Cependant, il reçoit de plus en plus la confiance de son entraineur Jean Fernandez qui le titularise régulièrement au cours de la saison saison 2010-2011. Le 25 septembre 2010, Dennis Oliech s'offre son premier doublé lors d'un match nul 2-2 contre Rennes. Peu de temps après, il se montre en se faisant exclure à la suite d'un deuxième carton jaune pour une main volontaire lors de la phase de groupes de la Ligue des Champions contre l'Ajax Amsterdam (défaite 2 buts à 1). Même si l'AJ Auxerre a terminé dernière de son groupe, Dennis Oliech a démontré ses qualités lors des cinq matchs auxquels il a participé. Le 5 janvier 2011, il signe un nouveau contrat de deux ans qui assure sa présence à Auxerre jusqu'en juin 2013. À la fin de la saison 2010-2011, Dennis Oliech a marqué quatre fois pour quarante-trois apparitions.
Lors de la saison 2011-2012, avec l'arrivée du nouvel entraîneur à l'AJ Auxerre, Laurent Fournier, le 1er juillet 2011, Dennis Oliech continue d'être un des joueurs les plus utilisés au cours de la saison. Lors du match contre le FC Sochaux, il marque d'ailleurs le premier triplé dans sa carrière et en seulement seize minutes (pour une victoire 4 buts à 1). Après deux buts lors de deux matchs consécutifs (contre le PSG et l'OGC Nice), il devient même le meilleur du club pour cette demi-saison 2011-2012. Mais ceci n'empêche pas la relégation du club en Ligue 2 à la fin de la saison.
À la suite de la relégation en Ligue 2 de l'AJ Auxerre au terme de la saison 2011-2012, Dennis Oliech attire l'intérêt d'autres clubs européens et français et doit quitter son club. Il est en instance de transferts de l'AJA vers le club turc Kasımpaşa S.K. pour 2 millions d'euros et pour une durée de 3 ans[réf. nécessaire]. Cependant le club turc ne peut fournir des garanties bancaires à l'AJ Auxerre, et le 25 juillet 2012 le joueur retourne à Auxerre,. Il joue la phase aller de la saison 2012-2013 pour l'AJA avec trois buts en dix-sept apparitions.

#### AC Ajaccio
Après six années passées à l'AJ Auxerre, il est transféré gratuitement le 15 janvier 2013 à Ajaccio afin de relever un nouveau défi. Il est présenté le 22 janvier 2015 par son nouveau club après avoir signé un contrat de dix-huit mois. Il reçoit le numéro 29 et marque son premier but sous ses nouvelles couleurs pour son premier match avec l'ACA, le 26 janvier 2013, lors d'un mal nul 1 à 1 contre Évian Thonon Gaillard FC.
Pour le derby contre Bastia, il marche sur la tête de Mickaël Landreau et écope d'un rouge direct ce qui entraîna une bagarre et trois autres expulsions.

#### Al-Nasr et fin de carrière
Le 12 février 2015, il résilie son contrat à l'amiable et quitte la Corse pour une nouvelle aventure aux Émirats arabes unis à Al Nasr Dubaï,.
Après un passage à Gor Mahia, le joueur annonce la fin de sa carrière le 20 janvier 2020.

### Sélection nationale
Il honore sa première sélection avec le Kenya en 2002 à 17 ans lors d'une défaite 3 à 0 contre le Nigéria. Cette saison-là, il marque cinq buts lors de la Coupe CECAFA 2002 en conduisant le Kenya au titre et obtenant le titre de meilleur buteur de la compétition.
Dennis Oliech inscrit cinq buts, dont le but de la victoire le Cap-Vert en Tunisie lors du dernier match pour les qualifications à la Coupe d'Afrique des nations de football 2004. Il devient un véritable héros dans son pays avec ce but, qui qualifie son équipe pour sa première coupe d'Afrique des nations. Lors de la coupe d'Afrique des nations, le 2 février 2004 contre le Burkina Faso, il contribue à la première victoire des Harambee Stars dans une grande compétition internationale en marquant le deuxième but de la rencontre (score final, 3-1 pour le Kenya).
En 2005, Dennis Oliech fait une controverse quand il refuse de rejoindre l'équipe nationale après que des responsables de la Fédération kényane de football lui ait annoncé qu'ils ne lui donneraient une prime de 1 700 dollars. Sa mère l'a défendu, en estimant qu'il avait le droit d'exiger de l'argent sa fédération. Cette affaire a lieu quelques jours avant qu'Oliech ne blesse au genou avant un match pour les qualifications pour la Coupe du monde en 2006, mais plus tard il révélera qu'il avait en fait rapidement récupéré sa blessure légère. Huit jours plus tard, Dennis Oliech fait ses excuses pour son comportement lors des jours précédents.

### Vie personnelle
Son frère aîné, Nixon Onywanda, est l'entraîneur de l'équipe de Dagoretti Santos au Kenya.

### Anecdote
Il est l'inspiration du streamer belge « Oliech » qui prit son nom de famille pour pseudo à la suite de la présence du footballeur sur Pro Evolution Soccer 3.

## Statistiques
| Saison      | Club          | Pays                | Championnat        | Championnat | Championnat | Championnat  | Championnat  | Coupe d'Europe | Coupe d'Europe | Coupe d'Europe |
| Saison      | Club          | Pays                | Division           | Matchs      | Buts        | Cartons      | Cartons      | Type           | Matchs         | Buts           |
| ----------- | ------------- | ------------------- | ------------------ | ----------- | ----------- | ------------ | ------------ | -------------- | -------------- | -------------- |
| Saison      | Club          | Pays                | Division           | Matchs      | Buts        | Carton jaune | Carton rouge | Type           | Matchs         | Buts           |
| 2003 - 2004 | Al Arabi Doha | Qatar               | Qatar Stars League | ?           | 3           | ?            | ?            | -              | -              | -              |
| 2004 - 2005 | Al Arabi Doha | Qatar               | Qatar Stars League | ?           | 21          | ?            | ?            | -              | -              | -              |
| 2005 - 2006 | Al Arabi Doha | Qatar               | Qatar Stars League | 17          | 12          | ?            | ?            | -              | -              | -              |
| 2005 - 2006 | FC Nantes     | France              | Ligue 1            | 9           | 2           | ?            | ?            | -              | -              | -              |
| 2006 - 2007 | FC Nantes     | France              | Ligue 1            | 23          | 2           | ?            | ?            | -              | -              | -              |
| 2007 - 2008 | FC Nantes     | France              | Ligue 2            | 0           | 0           | 0            | 0            | -              | -              | -              |
| 2007 - 2008 | AJ Auxerre    | France              | Ligue 1            | 26          | 3           | 5            | 0            | -              | -              | -              |
| 2008 - 2009 | AJ Auxerre    | France              | Ligue 1            | 30          | 2           | 2            | 0            | -              | -              | -              |
| 2009 - 2010 | AJ Auxerre    | France              | Ligue 1            | 33          | 4           | 7            | 0            | -              | -              | -              |
| 2010 - 2011 | AJ Auxerre    | France              | Ligue 1            | 33          | 4           | 13           | 0            | C1             | 7              | 0              |
| 2011 - 2012 | AJ Auxerre    | France              | Ligue 1            | 33          | 10          | 9            | 1            | -              | -              | -              |
| 2012 - 2013 | AJ Auxerre    | France              | Ligue 2            | 17          | 3           | 1            | 0            | -              | -              | -              |
| 2012 - 2013 | AC Ajaccio    | France              | Ligue 1            | 12          | 3           | 2            | 1            | -              | -              | -              |
| 2013 - 2014 | AC Ajaccio    | France              | Ligue 1            | 17          | 1           | 2            | 0            | -              | -              | -              |
| 2014 - 2015 | AC Ajaccio    | France              | Ligue 1            | 21          | 4           | 1            | 0            | -              | -              | -              |
| 2014 - 2015 | Al Nasr Dubaï | Émirats arabes unis | -                  | -           | -           | -            | -            | -              | -              | -              |

### Bilan
- 1998-2002 :  Mathare United
- 2002-2005 :  Al Arabi Doha
- 2005-2007 :  FC Nantes (32 matchs, 4 buts)
- 2007-janvier 2013 :  AJ Auxerre (200 matchs, 28 buts)
- janvier 2013-janvier 2015 :  AC Ajaccio (55 matchs, 10 buts)

### Buts internationaux
| no | Date       | Sélection | Lieu                                             | Adversaire        | Évolution du score | Résultat | Compétition                                  |
| -- | ---------- | --------- | ------------------------------------------------ | ----------------- | ------------------ | -------- | -------------------------------------------- |
| 1  | 07/09/2002 | -         | Centre sportif international Moi Nairobi, Kenya  | Togo              | 3 - 0              | 3 - 0    | éliminatoires CAN 2004                       |
| 2  | 03/12/2002 | -         | Stade CCM Kirumba, Mwanza, Tanzanie              | Burundi           | 1 - 0              | 1 - 1    | coupe CECAFA 2002                            |
| 3  | 06/12/2002 | -         | Stade CCM Kirumba, Mwanza, Tanzanie              | Érythrée          | 2 - 0              | 4 - 1    | coupe CECAFA 2002                            |
| 4  | 06/12/2002 | -         | Stade CCM Kirumba, Mwanza, Tanzanie              | Érythrée          | 3 - 1              | 4 - 1    | coupe CECAFA 2002                            |
| 5  | 09/12/2002 | -         | Stade CCM Kirumba, Mwanza, Tanzanie              | Soudan            | 1 - 0              | 1 - 0    | coupe CECAFA 2002                            |
| 6  | 14/12/2002 | -         | Stade CCM Kirumba, Mwanza, Tanzanie              | Tanzanie          | 2 - 3              | 2 - 3    | coupe CECAFA 2002                            |
| 7  | 15/03/2003 | -         | Moi International Sports Centre, Nairobi, Kenya  | Ouganda           | 2 - 0              | 2 - 2    | amical                                       |
| 8  | 23/03/2003 | -         | Moi International Sports Centre, Nairobi, Kenya  | Tanzanie          | 3 - 0              | 4 - 0    | amical                                       |
| 9  | 29/03/2003 | -         | Moi International Sports Centre, Nairobi, Kenya  | Mauritanie        | 3 - 0              | 4 - 0    | amical                                       |
| 10 | 31/05/2003 | -         | Centre sportif international Moi, Nairobi, Kenya | Trinité-et-Tobago | 1 - 1              | 1 - 1    | amical                                       |
| 11 | 13/06/2003 | -         | Accra Sports Stadium, Accra, Ghana               | Ghana             | 3 - 0              | 3 - 1    | amical                                       |
| 12 | 05/07/2003 | -         | Nyayo National Stadium, Nairobi, Kenya           | Cap-Vert          | 1 - 0              | 1 - 0    | éliminatoires CAN 2004                       |
| 13 | 15/11/2003 | -         | Moi International Sports Centre, Nairobi, Kenya  | Tanzanie          | 1 - 0              | 3 - 0    | éliminatoires coupe du monde 2006 / CAN 2006 |
| 14 | 15/11/2003 | -         | Moi International Sports Centre, Nairobi, Kenya  | Tanzanie          | 3 - 0              | 3 - 0    | éliminatoires coupe du monde 2006 / CAN 2006 |
| 15 | 02/02/2004 | -         | Bizerte, Tunisie                                 | Burkina Faso      | 2 - 0              | 3 - 0    | CAN 2004                                     |
| 16 | 04/09/2004 | -         | Moi International Sports Centre, Nairobi, Kenya  | Malawi            | 2 - 0              | 3 - 2    | éliminatoires coupe du monde 2006 / CAN 2006 |
| 17 | 09/10/2004 | -         | National Stadium, Gaborone, Botswana             | Botswana          | 0 - 1              | 2 - 1    | éliminatoires coupe du monde 2006 / CAN 2006 |
| 18 | 17/11/2004 | -         | Nyayo National Stadium, Nairobi, Kenya           | Guinée            | 1 - 0              | 2 - 1    | éliminatoires coupe du monde 2006 / CAN 2006 |
| 19 | 26/03/2005 | -         | Moi International Sports Centre, Nairobi, Kenya  | Guinée            | 1 - 0              | 1 - 0    | éliminatoires coupe du monde 2006 / CAN 2006 |
| 20 | 08/09/2007 | -         | Nyayo National Stadium, Nairobi, Kenya           | Angola            | 2 - 0              | 2 - 1    | éliminatoires CAN 2008                       |
| 21 | 07/06/2008 | -         | Nyayo National Stadium, Nairobi, Kenya           | Guinée            | 1 - 0              | 2 - 0    | éliminatoires coupe du monde 2010 / CAN 2010 |
| 22 | 07/06/2008 | -         | Nyayo National Stadium, Nairobi, Kenya           | Guinée            | 2 - 0              | 2 - 0    | éliminatoires coupe du monde 2010 / CAN 2010 |
| 23 | 14/06/2008 | -         | Nyayo National Stadium, Nairobi, Kenya           | Zimbabwe          | 2 - 0              | 2 - 0    | éliminatoires coupe du monde 2010 / CAN 2010 |
| 24 | 12/10/2008 | -         | Stade du 28 septembre, Conakry, Guinée           | Guinée            | 3 - 2              | 3 - 2    | éliminatoires coupe du monde 2010 / CAN 2010 |
| 25 | 28/03/2009 | -         | Nyayo National Stadium, Nairobi, Kenya           | Tunisie           | 1 - 1              | 1 - 2    | éliminatoires coupe du monde 2010 / CAN 2010 |
| 26 | 14/11/2009 | -         | Kasarani sports Complex, Nairobi, Kenya          | Nigeria           | 1 - 0              | 2 - 3    | éliminatoires coupe du monde 2010 / CAN 2010 |
| 27 | 25/06/2011 | -         | Nyayo National Stadium, Nairobi, Kenya           | Soudan            | 1 - 1              | 1 - 2    | amical                                       |
| 28 | 03/09/2011 | -         | Moi International Sports Centre, Nairobi, Kenya  | Guinée-Bissau     | 2 - 1              | 2 - 1    | éliminatoires CAN 2012                       |
| 29 | 11/11/2011 | -         | Stade Linité, Victoria, Seychelles               | Seychelles        | 0 - 2              | 0 - 3    | éliminatoires coupe du monde 2014 / CAN 2014 |
| 30 | 11/11/2011 | -         | Stade Linité, Victoria, Seychelles               | Seychelles        | 0 - 3              | 0 - 3    | éliminatoires coupe du monde 2014 / CAN 2014 |
| 31 | 15/11/2011 | -         | Nyayo National Stadium, Nairobi, Kenya           | Seychelles        | 2 - 0              | 4 - 0    | éliminatoires coupe du monde 2014 / CAN 2014 |
| 32 | 16/10/2012 | -         | Nyayo National Stadium, Nairobi, Kenya           | Afrique du Sud    | 1 - 1              | 1 - 2    | amical                                       |
| 33 | 06/02/2013 | -         | Stade Chedly-Zouiten, Tunis, Tunisie             | Libye             | 1 - 0              | 3 - 0    | amical                                       |
| 34 | 06/02/2013 | -         | Stade Chedly-Zouiten, Tunis, Tunisie             | Libye             | 2 - 0              | 3 - 0    | amical                                       |